# Nationalpark Prokletije
Der Nationalpark Prokletije (serbisch-kyrillisch Национални парк Проклетије) ist einer von fünf Nationalparks in Montenegro. Das 16.630 Hektar große Areal umfasst den Großteil des montenegrinischen Prokletije-Gebirges. Er wurde 2009 gegründet.
Der Nationalpark liegt südlich der Stadt Plav im Südosten des Landes. Er erstreckt sich südlich des Flusses Lim entlang der Grenze zu Albanien, wobei praktisch nur die Talböden besiedelt sind. Die Karst-Berge sind stark zerklüftet. Viele der höchsten Berge Montenegros sind hier zu finden, so der Karanfili (2490 m. i. J.) im westlichen Teil des Nationalparks, auf der Grenze zu Albanien östlich davon die Maja Rosit (2524 m. i. J.) und die Zla Kolata, die mit 2538 m. i. J. Montenegros höchster Punkt ist, sowie der Bogićevica genannte Teil im Osten mit dem Veliki krš (2374 m. i. J.) als höchste Erhebung. Nebst größeren Bächen, die tiefe Täler und Schluchten formten, finden sich auch einige Bergseen.
Die unberührte Bergwelt mit viel Wald verfügt über eine reiche Fauna und Flora. Des Weiteren gibt es diverse endemischen Arten. Das Gebiet erstreckt sich über mehrere Vegetationsstufen.
Der Nationalpark bietet seinen Besuchern vielfältige Möglichkeiten für Wanderungen und Bergtouren, Klettern, Wintersport, Fahrradausflüge und Wassersport.
Im Süden erstreckt sich jenseits der Grenze in der Nationalpark Alpen Albaniens, im Osten berührt er auf einem kurzen Stück den kosovarischen Nationalpark Bjeshkët e Nemuna.

## Bilder

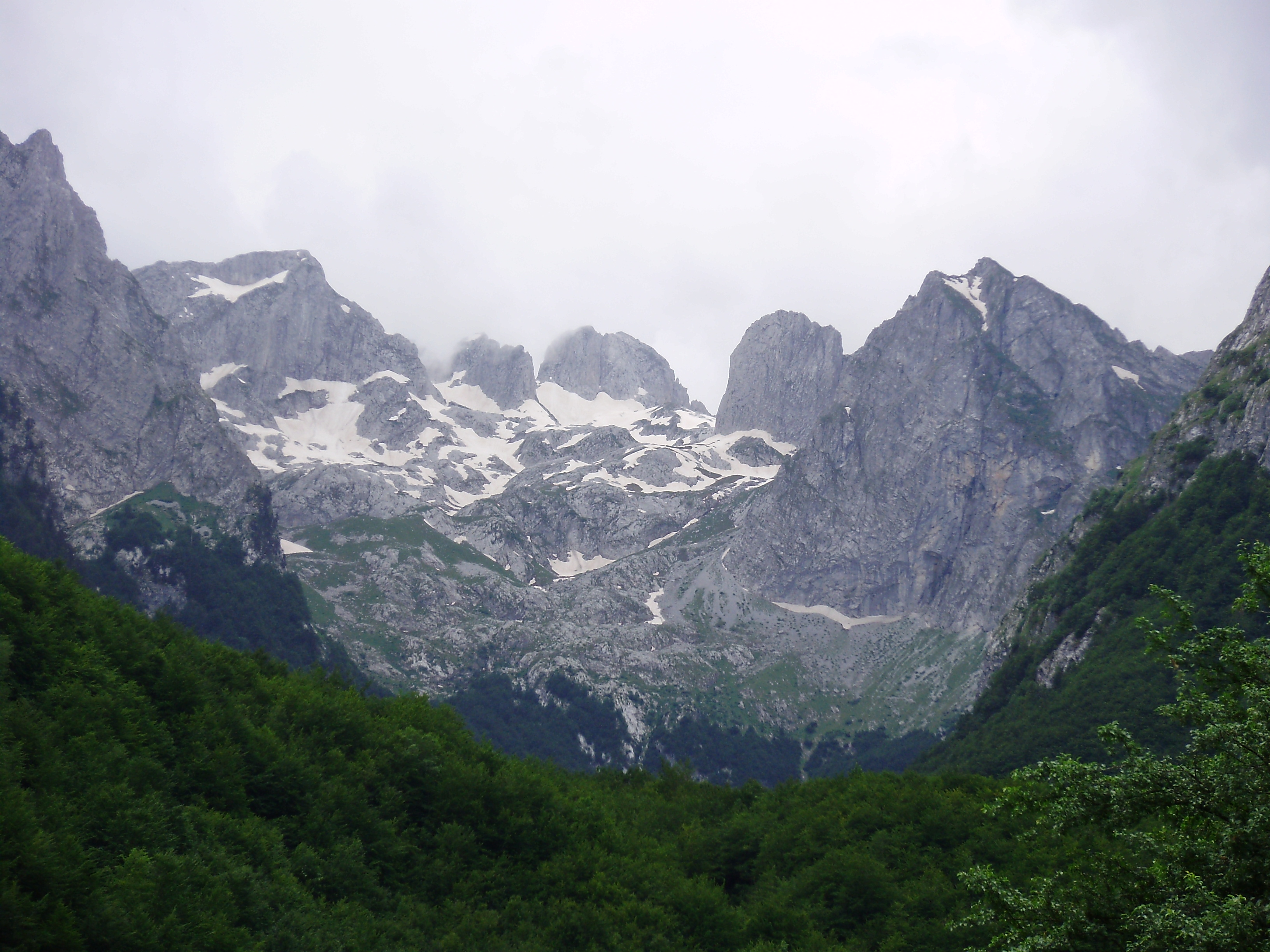
Berge im Grbaja-Tal (Blick auf Albanien)
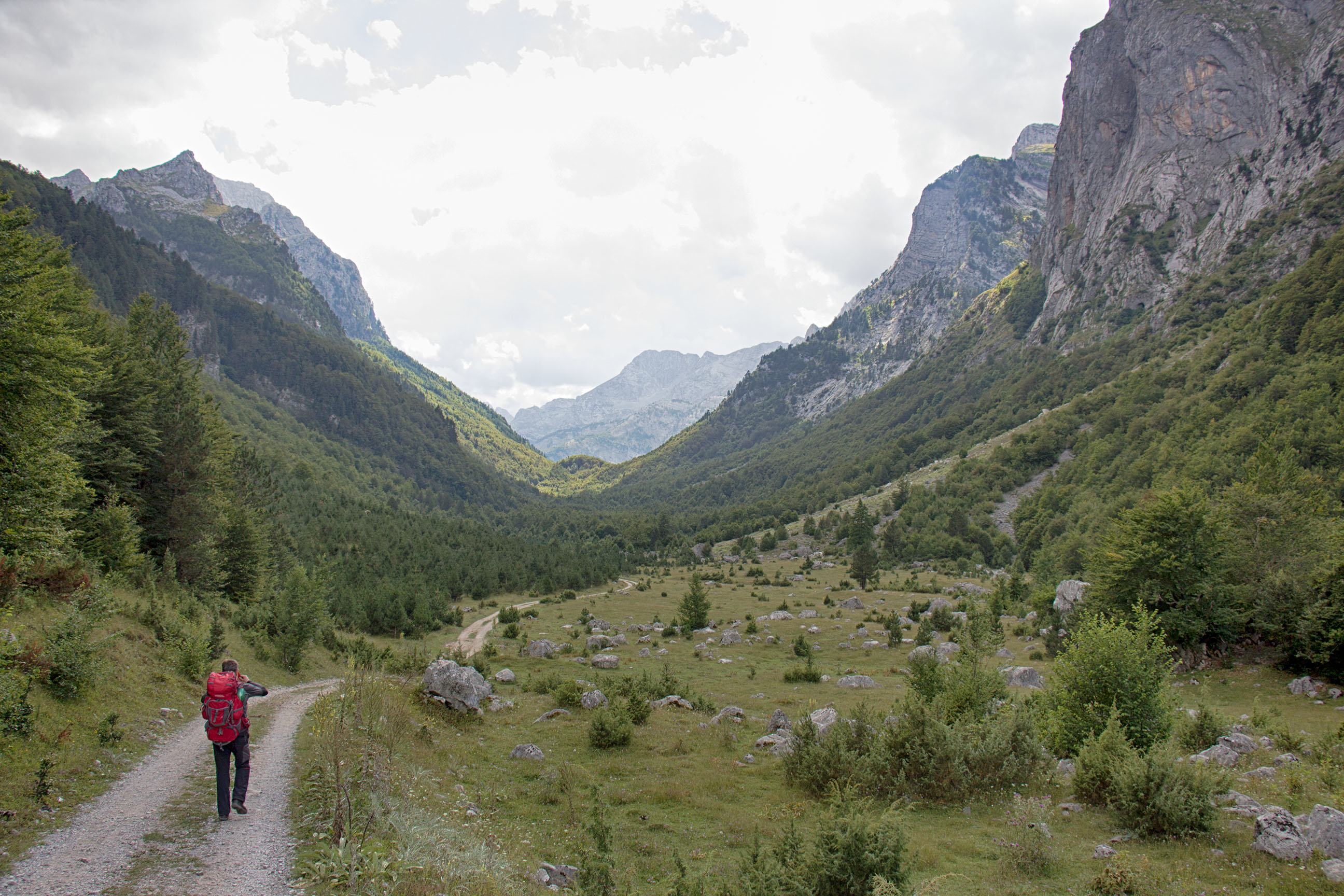
Ropojana-Tal südlich von Gusinje
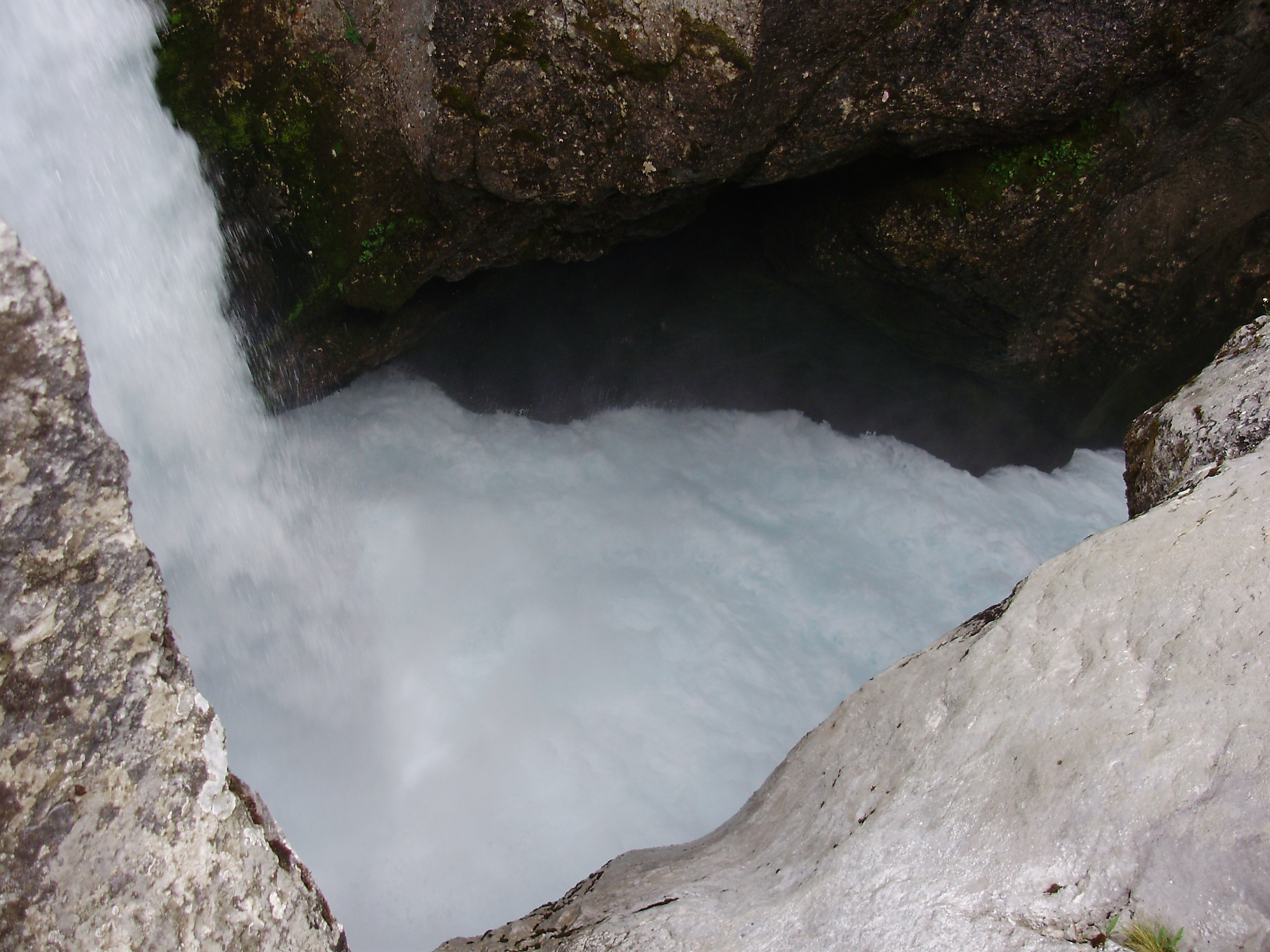
Wasserfall
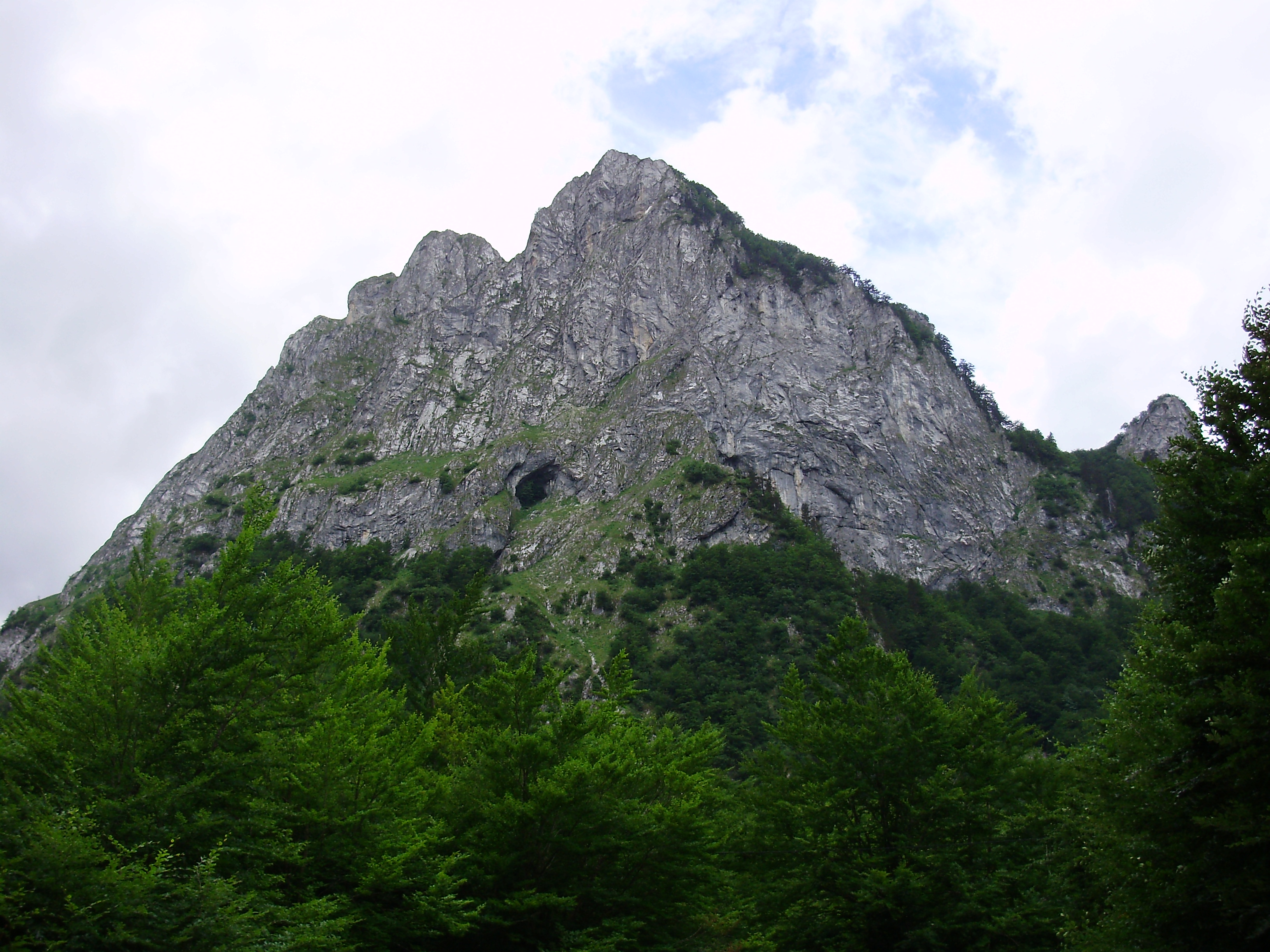
Zerklüftete Karstberge
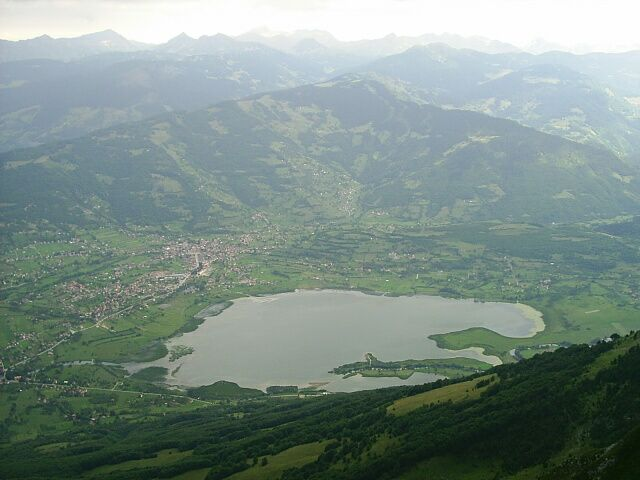
Blick vom Visitor über den Plav-See in den Nationalpark
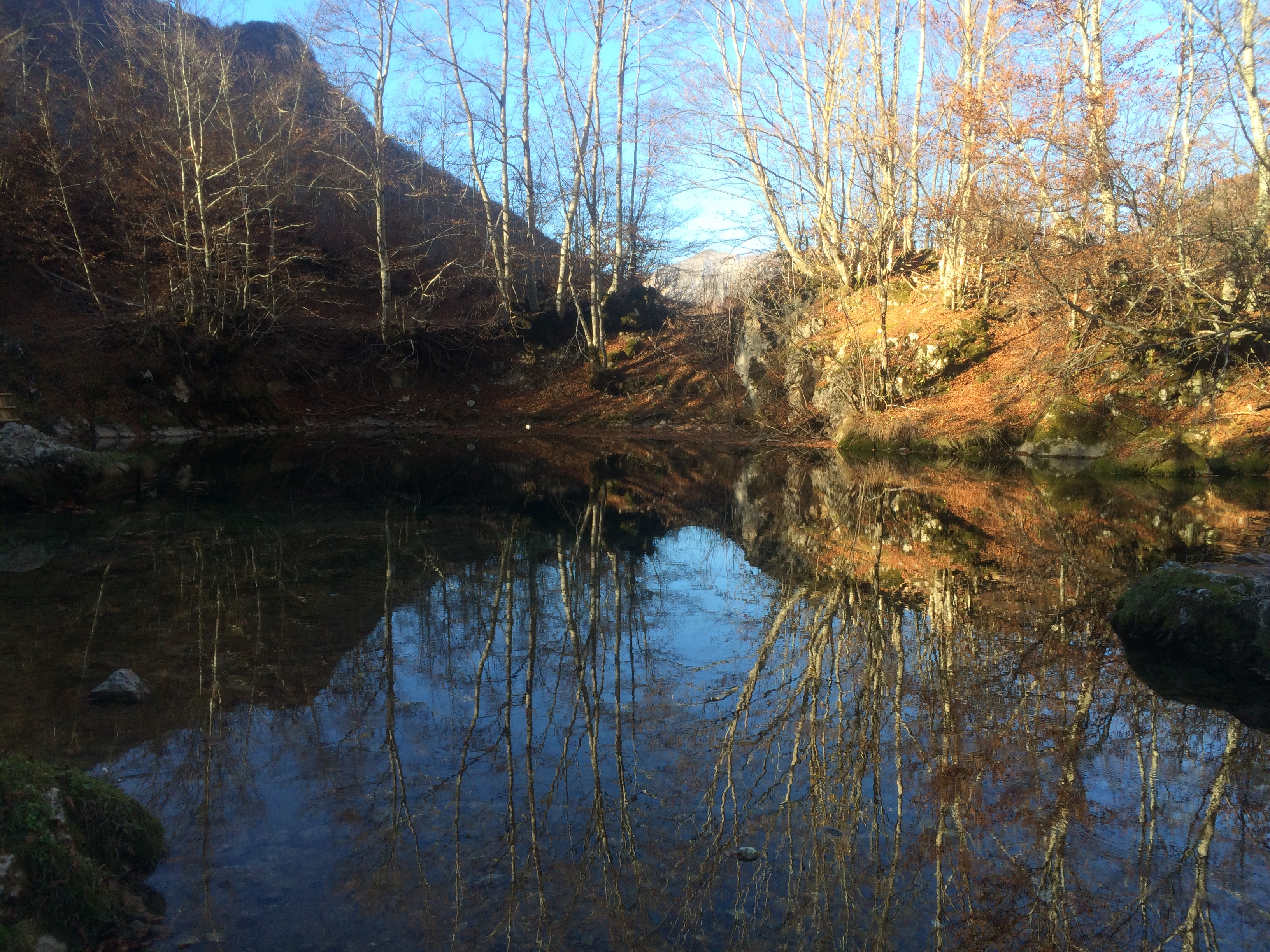
Karstquelle Oko Skakavice